# 에드먼드 칼라미 (1671년)

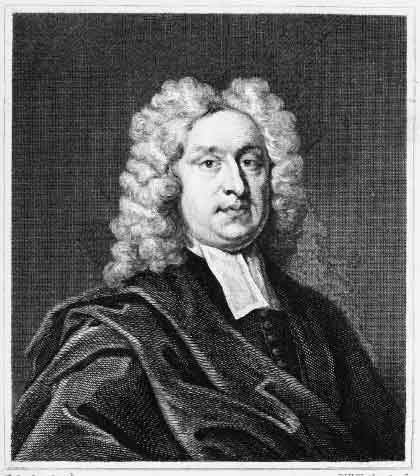
에드먼드 칼라미 (역사가)

에드먼드 칼라미(영어: Edmund Calamy, 1671년 4월 5일 - 1732년 6월 3일)는 영국의 비국교도였으며 역사가였다. 에드먼드 칼라미의 같은 이름을 사용하며 4세대중에 3번째에 해당한다. 그의 작품 중에 《온건한 비국교 도를 방어함: 올리피와 호들리의 리차드 백스터 목사의 삶의 열번째 장에 대한 묵상에 대한 답변서》 (A Defence of Moderate Non-Conformity: In Answer to the Reflections of Mr. Ollyffe and Mr. Hoadly, on the Tenth Chapter of the Abridgment of the Life of the Reverend Mr. Rich. Baxter (1703))는 영국의 장로교인들에 의해 신앙고백처럼 많이 회자되었으며, 노회제도에 반박하는 등의 의견으로 회중교회주의자의 성격을 강하게 띄었다.